# 에스투더블유
에스투더블유(영어: S2W)는 대한민국의 AI · 빅데이터 기반 데이터 인텔리전스 기업이다.
서로 다른 도메인에서 데이터를 수집 및 선별, 중요 정보 간의 관계성을 분석하는 멀티도메인 교차 분석 기술을 활용하여 사이버범죄 인텔리전스 솔루션, 사이버 위협 인텔리전스(CTI) 솔루션, 기업용 생성형 AI 등을 제공하고 있다. 2020년 인터폴(INTERPOL)과 안보 데이터 분석 솔루션 공급 계약을 체결한 바 있다. 2023년 세계경제포럼(WEF)에서 ‘세계 100대 기술 선도기업’으로 선정된 적이 있다.
2025년 주관사를 대신증권으로 코스닥 상장을 준비 중에 있다가  철회하였다. 사명 S2W는 Safe and Secure World의 약자이다.